# FS Большого Пса
FS Большого Пса (лат. FS Canis Majoris), HD 45677 — двойная звезда в созвездии Большого Пса на расстоянии приблизительно 2035 световых лет (около 624 парсеков) от Солнца. Видимая звёздная величина звезды — от +8,85m до +7,22m.

## Характеристики
Первый компонент — бело-голубая неправильная переменная Be-звезда (IA:) спектрального класса B2IVep или B2IV/V[e]. Масса — около 9,3 солнечных, радиус — около 6,6 солнечных. Эффективная температура — около 21600 К.
Второй компонент — бело-голубая звезда спектрального класса B. Масса — около 4,8 солнечных, радиус — около 2,9 солнечных. Эффективная температура — около 16380 К.